# Juliusz Feigenbaum
Juliusz Feigenbaum (Juliusz, Jehoszua) (ur. w 1872 w Warszawie, zm. w 1946 albo 1947 w Zurychu) – polski przedsiębiorca, założyciel firmy gramofonowej Syrena Grand Rekord.
W młodości uczył się gry na wiolonczeli. Zajmował się sprzedażą artykułów muzycznych od 1897 roku. Na początku XX wieku oferował w swoim sklepie fonografy Edisona. Był przedstawicielem firmy Gramophone na Polskę. W 1904 produkował własne gramofony marki Saturn. W 1908 założył "Pierwszą Warszawską Fabrykę Gramofonów", a następnie nazwał ją "Pierwszą Krajową Fabryką Gramofonów". W 1904 uruchomił fabrykę płyt gramofonowych pod nazwą Ideal. W 1906 założył firmę Syrena Grand Rekord. 
Miał pięcioro dzieci. Syn Włodzimierz Feigenbaum (ur. 6 kwietnia 1913 w Warszawie, zm. 1 lutego 1985 w Nowym Jorku) znany też jako Vladimir Fay, Vladimir Feigenbaum lub William Falencki.